# Ипатово
Ипатово (рус. Ипатово) град је у Русији у Ставропољском крају.

## Географија
Површина града износи 16 km².

## Становништво
| 1939.  | 1959.  | 1970.  | 1979.  | 1989.  | 2002.  | 2010.  |
| ------ | ------ | ------ | ------ | ------ | ------ | ------ |
| 12.400 | 13.670 | 18.527 | 22.027 | 26.425 | 28.594 | 26.055 |